# 哈里·多诺万
亨利·哈里·多诺万（英語：Henry Harry Donovan，1926年9月10日—），美国NBA联盟前职业篮球运动员。